# Aron Westerlund
Carl Aron Samuel Westerlund, född 13 mars 1884 i Göteborg, död 28 februari 1972 i Lunds domkyrkoförsamling, var en svensk biolog och lantbruksvetare. 
Westerlund blev amanuens vid Lunds universitets zoologiska institution 1904, vid fysiologiska institutionen 1906, docent i komparativ anatomi och fysiologi i Lund 1918, laborator i husdjurens anatomi och fysiologi vid Alnarps lantbruksinstitut 1918 och var professor vid lantbrukshögskolan i Uppsala från 1932. Han blev filosofie kandidat 1913, filosofie licentiat 1916, filosofie doktor 1918 och medicine hedersdoktor i Lund 1936. Han studerade vid Kristinebergs zoologiska station 1904, 1905 och 1907, vid universitetet i Leiden, Nederländerna, 1909 och vid Veterinær- og Landbohøjskolen i Köpenhamn 1916 och 1917. Han var lärare i fysiologi vid privata högre lärarinneseminariet i Lund från 1909 till anstaltens nedläggande. Han invaldes som ledamot av Lantbruksakademien 1933, Fysiografiska sällskapet i Lund 1935 och Vetenskapssocieteten i Uppsala 1941. Han var ledamot av Näringsrådet 1935. Han författade avhandlingar och artiklar i elektrofysiologiska, biokemiska och näringsfysiologiska frågor i vetenskapliga och populärvetenskapliga tidskrifter samt uppsatser i dagliga tidningar och i lantbrukspress. Westerlund är begravd på Hammarby kyrkogård söder om Uppsala.